# Karapınar (Polatlı)
Karapınar ist ein Dorf rund sechs Kilometer nördlich von Polatlı an der Europastraße 90 in der Provinz Ankara. Karapinar hatte 2012 rund 451 Einwohner.
Das 1880 gegründete Dorf besteht aus 108 Haushalten, mehreren kleinen Geschäften, einer Grundschule und einer Moschee. Die Wirtschaft basiert auf Landwirtschaft und Tierhaltung.